# Mangelia albilonga
Mangelia albilonga é uma espécie de gastrópode do gênero Mangelia, pertencente a família Mangeliidae.